# Marin Mersenne
Marin Mersenne, Marin Mersennus sau Abatele Mersenne (n. 8 septembrie 1588, Oizé, Pays de la Loire, Franța – d. 1 septembrie 1648, Paris, Regatul Franței) a fost un călugăr francez, filosof, matematician și teoretician al muzicii, supranumit „părintele acusticii”.

## Viața
Marin Mersenne s-a născut într-o familie de țărani, lângă Oizé, pe valea râului Sarthe. A fost educat la Le Mans și la Colegiul La Flèche al iezuiților. A studiat teologia și limba ebraică la Paris, terminând în 1613.
În 1620 a studiat matematica și muzica la Roma împreună cu Descartes, Étienne Pascal, Gilles de Roberval și Nicolas-Claude Fabri de Peiresc. A purtat corespondență cu Giovanni Doni, Constantijn Huygens și alți învățați din Italia, Anglia și Olanda.
O perioadă de patru ani s-a dedicat în întregime filosofiei și teologiei, scriind și publicând Quaestiones celeberrimae in Genesim (1623), L'Impieté des déistes (1624), La Vérité des sciences („Adevărul științelor împotriva scepticilor”, 1624). A fost uneori incorect caracterizat ca fiind iezuit. A fost educat de iezuiți, dar s-a alăturat ordinului minimit. A predat teologia și filosofia la Nevers și la Berlin. În 1635, Mersenne s-a întâlnit cu Tommaso Campanella, despre care a spus că „nu l-a învățat nimic în știință (...), însă totuși are o memorie bună și o imaginație fertilă." Mersenne l-a întrebat pe René Descartes dacă nu vrea ca acesta (Campanella) să vină în Olanda să-l întâlnească, dar Descartes a refuzat. A vizitat Germania de 15 ori, în 1640, 1641 și 1645.
A murit ca urmare a unor complicații provenite dintr-un abces.

## Opera

### Quaestiones celeberrimae in Genesim(1623)
A fost scrisă ca un comentariu la cartea Genezei, cu referire la primele trei capitole ale acestei cărți. La o primă vedere, cartea apare ca fiind o colecție de opinii ce tratează diferite teme. Robert Lenoble a arătat că principiul lucrării este lupta împotriva magiei, artelor divinatorii, cabalei, animismului, panteismului filosofic. El îl menționează pe Martin Del Rio (Cercetări în magie) și îl critică pe  Marsilio Ficino pentru acceptarea puterii imaginilor și caracterelor. El condamnă magia astrală, astrologia și conceptul anima mundi, foarte popular în Renaștere printre neo-platonici. Condamnă încercările de aplicare ale Cabalei în magie, mai ales în angelologie. De asemenea îi critică pe Pico della Mirandola, Cornelius Agrippa și Francesco Gorgio, avându-l pe Robert Fludd ca țintă principală. Fludd a răspuns cu Sophia cum moria certamen (1626), unde Fludd admite legătura sa cu rozacrucienii. Anonimul Summum bonum (1629), alt critic al lui Mersenne, este un evident text Rosicrucian. Cabalistul Jacques Gaffarel a fost de partea lui  Fludd's, în timp ce  Pierre Gassendi l-a apărat pe Mersenne.

### Altele
Mersenne este amintit astăzi datorită asocierii numelui său cu numerele prime Mersenne. Oricum, el nu a fost în primul rând matematician; el a scris despre teoria muzicii și alte subiecte. A editat lucrări ale lui Euclid, Arhimede și a altor matematicieni greci. Dar poate că cea mai importantă contribuție la progresul cunoașterii a fost intensa sa corespondență  (în limba latină, desigur) cu matematicieni și alți învățați din multe țări. Într-o perioadă în care jurnalele științifice nu apăruseră încă, Mersenne a fost centrul unei "rețele" de schimb de informații.
Opera sa filosofică este caracterizată de o erudiție clarvăzătoare. Marele serviciu adus filosofiei este entuziasmul cu care l-a apărat pe Descartes, al cărui agent a fost la Paris și pe care l-a vizitat în exil în Olanda. A prezentat unor eminenți gânditori din Paris copia manuscrisului lucrării Meditations on First Philosophy, și l-a apărat împotriva criticilor clerului.
În perioada târzie a vieții, a renunțat la ideile speculative și s-a întors la cercetările științifice, în special în matematică, fizică și astronomie. În această conjunctură, cea mai bună lucrare a sa cunoscută este Traité de l'harmonie universelle (cunoscută și ca Armonia universală) din 1636, în care se ocupă de teoria muzicii și instrumentele muzicale. Este privită ca o sursă de informații despre muzica secolului 17, în special muzica franceză, rivalizând chiar cu lucrările lui Pietro Cerone.
Una din numeroasele sale contribuții la teoria muzicii a fost sugestia că numărul 
{\displaystyle {\sqrt[{4}]{\frac {2}{3-{\sqrt {2}}}}}}
este raportul unui semiton egal-temperat. El este mai precis decât cel al lui Vincenzo Galilei, 18/17 (1.05), și poate fi construit cu rigla și compasul. Descrierea lui Mersenne din "Armonia universală" din 1636 a primei determinări absolute a frecvenței unui ton audibil (de 84 Hz) implică faptul că el deja demonstrase că raportul frecvențelor absolute a două corzi vibrante care emit un ton muzical și octava sa, este 1:2. Armonia observată (consonanța) a două asemenea note ar putea fi explicată dacă raportul frecvențelor lor de oscilație în aer este de asemenea 1:2, ceea ce concordă cu ipoteza echivalenței frecvenței mișcării în aer.

### Operă
- 1626 – Euclidis elementorum libri, Paris
- 1634 – Les Mécaniques de Galilée, Paris
- 1634 – Questions inouies ou recreations des savants
- 1634 – Questions théologiques, physiques
- 1636 - 1637 – Harmonie universelle, Paris
- 1639 – Nouvelles découvertes de Galilée
- 1644 – Cogitata physico-mathematica
- 1644 – Universae geometriae synopsis

### Lucrări despre Mersenne
- Adrien Baillet, Vie de Descartes (1691)
- Poté, Éloge de Mersenne (1816)
- Gehring, F. (1922) "Mersennus, Marin (le Père Mersenne)", Grove's Dictionary of Music and Musicians (ed. J.A. Fuller Maitland)